# Надиплена тръбенка
Надиплената тръбенка (Craterellus sinuosus) е вид ядлива базидиева гъба от семейство Cantharellaceae.

## Описание
Шапката е сравнително малка, достигаща до 5 cm в диаметър. Тя е силно вълнообразно нагъната и оцветена в жълто-кафяво до сиво-кафяво, по периферията с тясна по-светла или белезникава ивичка. Пънчето е цилиндрично или изтъняващо към основата, гладко, бежово или сиво-кафяво на цвят. Често върху едно пънче има по две-три шапки. Спороносната повърхност в началото е гладка, а после радиално набръчкана, сиво обагрена, като със стареенето става бежова до охрена. Месото е тънко, с приятен вкус. Консумира се както прясна, така и сушена или консервирана, като е подходяща за супи или като добавка към различни ястия.

## Местообитание
Среща се сравнително рядко през август – октомври, расте както поединично, така и на туфи. Вирее в широколистни гори, под различни видове дървета, най-често бук.